# خيري رمضان
خيري رمضان (10 نوفمبر 1963 -)، صحفي مصري. ولد في محافظة الدقهلية، تخرج في كلية الآداب قسم الصحافة من جامعة أسيوط، وهو متزوج ولديه ثلاثة أولاد وبنت.
التحق بجريدة أخبار اليوم، وهو لايزال طالب في الفرقة الأولى بالكلية، في عام 1982، ثم انتقل بعد ذلك إلى جريدة الأهرام في عام 1984.
استقال من الأهرام سنه 1990 وسافر للخليج للعمل كسكرتير تحرير مجلة زهرة الخليج، وعاد بعد ذلك إلي مصر والتحق بالأهرام مرة أخرى عام 1996 بقسم التحقيقات ثم انتقل كرئيس قسم التحقيقات بمجلة الأهرام العربي ثم مديرًا للتحرير حتى يوليو عام 2005، ثم انتقل للأهرام وأصبح فيها نائبًا لرئيس التحرير وعضوًا بالمكتب المركزي، ثم مشرفًا علي بريد الجمعة.
كما عمل خيري رمضان مقدمًا لبرنامج «مصر النهاردة» الذي حل بدلا من البيت بيتك على الفضائية المصرية، واستمر فيه حتي أعلن استقالته في مارس 2011.
كما عمل قبلها مقدمًا لبرنامج «القاهرة اليوم» علي قنوات أوربت، وكان مقدمًا لبرنامج «ممكن» على قناة cbc وكان مقدمًا لبرنامج «حديث القاهرة» على قناة القاهرة والناس والآن مقدمًا لبرنامج «مع خيري» على قناة المحور، وأيضا يقوم بكتابة 3 مقالات أسبوعية بجريدة المصري اليوم بعنوان «يوم ويوم». صدر له 6 كتب تعني بالمشكلات الاجتماعية في مصر والعالم العربي صادرة عن الدار المصرية اللبنانية وله كتابان تحت الطبع.

## وصلات خارجية
- خيري رمضان على موقع الدهليز
- خيري رمضان على موقع قاعدة بيانات الأفلام العربية